# المسجد الجامع (بريستول)
المسجد الجامع في بريستول هو مسجد يقع في منطقة (توترداون) في بريستول. وهو المسجد الأول في بريستول وحاليا الأكبر في المنطقة الجنوبية الغربية لإنجلترا. البناية كانت سابقا كنيسة متروكة ثم اشترتها جمعية بريستول الإسلامية وحولتها إلى مسجد في عام 1968 ميلادية. وقد زين بقبة ومئذنة.

## وصف المسجد
للمسجد قبة واحدة ومئذنة واحدة. ويصلي فيه الرجال والنساء كلٌ على حدة؛ في المسجد قاعة صلاة رئيسية (تتسع لـ 700) مصلٍ وقاعة صلاة منفصلة النساء (تتسع لـ 140) مصلٍ. وفيه أيضا قاعات دروس للأطفال وقاعة احتفالات للمناسبات الدينية والاجتماعات الأخرى. في القاعة الرئيسية منبر سوري خشبي. والمسجد مفتوح لكل المسلمين وللجالية غير المسلمة في بريستول. مسجد بريستول سجل في منظمة مساجد بريستول وهي منظمة مساجد متعددة الطوائف أسست في عام 2009 ميلادية في بريستول،) ولديه عضو في مجلس هذه المنظمة.

## تأريخ المسجد
اشترت جمعية بريستول الإسلامية كنيسة شارع كاثرين المتروكة وغير مستعملة من المجلس الأبرشي للتحويل. ثم أضيفت له قبة ومئذنة في عام 1980 ميلادية. وهو المسجد الأول في بريستول وحاليا المسجد الأكبر في جنوب غرب إنجلترا.